# Aikwood Tower

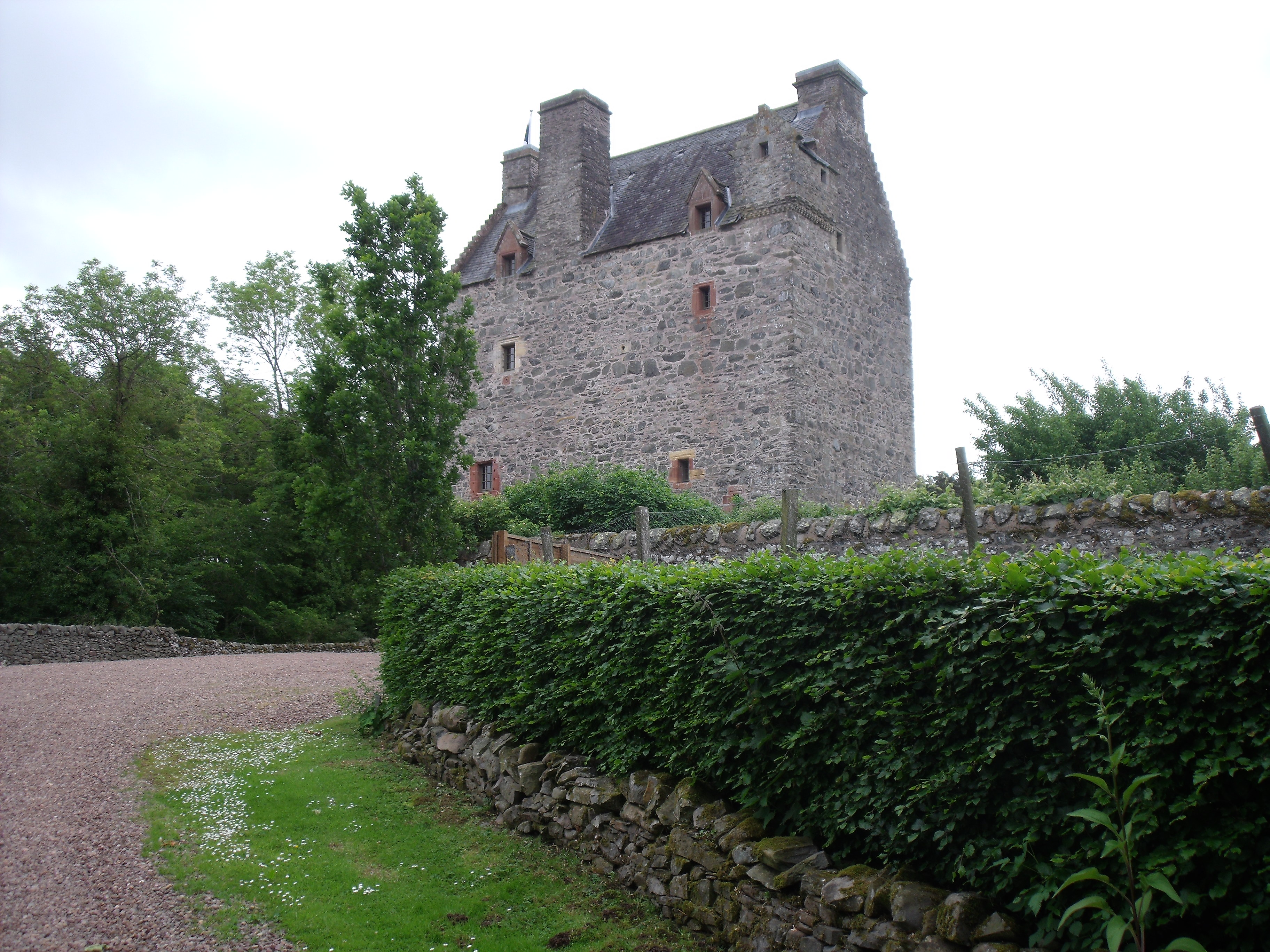
Aikwood Tower

Aikwood Tower, auch Oakwood Tower, ist ein Tower House nahe der schottischen Ortschaft Ettrickbridge in der Council Area Scottish Borders. 1971 wurde das Bauwerk in die schottischen Denkmallisten in der höchsten Denkmalkategorie A aufgenommen. Eine ehemalige Einstufung als Scheduled Monument wurde 1988 aufgehoben.

## Beschreibung
Aikwood Tower steht auf einer Kuppe rund drei Kilometer nordöstlich von Ettrickbridge und vier Kilometer südwestlich von Selkirk nahe dem rechten Ufer des Ettrick Water. Das Tower House wurde um 1600, möglicherweise 1602, erbaut. Diese Datumsangabe findet sich in einem Fenstersturz, der nun im zweiten Obergeschoss verbaut ist. Die Grundfläche des dreistöckigen Peel Tower beträgt 11,6 m × 7,2 m. Im Laufe der Jahrhunderte wurden verschiedene Öffnungen in das Bruchsteinmauerwerk getrieben. Die Giebel sind als Staffelgiebel gearbeitet. In der zweiten Hälfte des 20. Jahrhunderts wurde Aikwood Tower nach längerem Leerstand beziehungsweise Nutzung als Lagergebäude restauriert.